# Église Saint-Luperc de Loissan
L'église Saint-Luperc de Loissan est une église catholique située à Arblade-le-Haut (Gers).

## Localisation
L'église est située sur la commune de Arblade-le-Haut. Ancienne église paroissiale de Loissan elle est construite sur un site isolé.

## Historique
La première église de Loissan fut construite sur un site gallo-romain. L'église romane fut démolie durant la guerre de Cent Ans et reconstruite au XIIIe siècle dans un style gothique. Elle subit ensuite de nombreux remaniements jusqu'au XVIIIe siècle.
L'édifice a été inscrit au titre des monuments historiques en 1974.